# 威廉·葛拉瑟
威廉·葛拉瑟（英語：William Glasser，1925年5月11日－2013年8月23日）美國精神科醫生，他創立了選擇理論及現實治療法，在傳統心理治療的三大支柱外建構另類的治療法。

## 生平
威廉·葛拉瑟出生於美國俄亥俄州的克里夫蘭，並在當地完成高中課程，1943年畢業於凱斯工技學院，成為化學工程師，其後入讀著名的西儲大學醫學院，確立了他對精神醫學的興建，23歲時成為一位臨床心理學家，28歲畢業，及後在退伍軍人中心及洛杉磯加州大學繼續精神病治療的訓練，於1953年取得精神科醫生學位。1956年，他任教於凡拉圖女子學校，並擔任該校的心理師，該校是加州處理少年犯罪的機構，同時他於洛杉磯整形外科醫院做事，負責向外表受傷的人士提供心理輔導，1961年成功通過考試成為精神科醫生，同年他推出第一本著作《心理健康或心理疾病？》，1965年，他又推出《現實治療法》，奠定了現實治療法的基礎，1967年，他更於洛杉磯創立了現實治療協會，其後的三十多年，他繼續出版多本學術書，奠定控制理論及現實治療法的應用，1998年他進一步將控制理論推展成選擇理論。
威廉·葛拉瑟於2013年8月23日逝世。

## 家庭
威廉·葛拉瑟先後兩次結緍，幸福地，兩名妻子對他的學術貢獻皆有幫助，他的第一任妻子諾密與兩名子女於1980年協助威廉編著《你在做什麼？--人如何藉由現實治療獲助》，後來諾密病逝，威廉則娶了他的工作伙伴卡里，卡里是一個從事教育研究的學者，於是協助威廉將現實治療推廣到教育層面上。

## 成就
威廉·葛拉瑟於1970年榮登美國名人榜，並於1990年獲得舊金山大學人文學科榮譽博士。

## 學術理論
威廉·葛拉瑟在多年的精神學訓練中，發覺傳統的佛洛伊德模式與實際的成功醫療存在很大的差異，於是研究在精神醫療體系中更實際的治療方法，後來在研究得出著重治療師與當事人的平等對待關係，因此主重在溫暖、積極、真誠、不處罰及不放棄的治療中，當事人才能重生獲得力量滿足個人需要。除此之外，他亦認為人所以遇到問題，是因為人對自己行為不負責任。他基於這兩個原則發展出現實治療法，後來他受到William T. Powers的影響，認為人的行為是由自我內在的力量影響，因此將控制理論引入現實治療之中，令現實治療的理論基礎更穩固，在這段期間，他積極將現實治療引進教育界，培訓教育工作者如何運用現實治療幫助學生將在學校的知識在生活中實踐。到了1998年，他將控制理論進一步發展為選擇理論，以避免讓人以為人類的行為是受到外界的事物所控制。